# Fête de Saint-Antoine

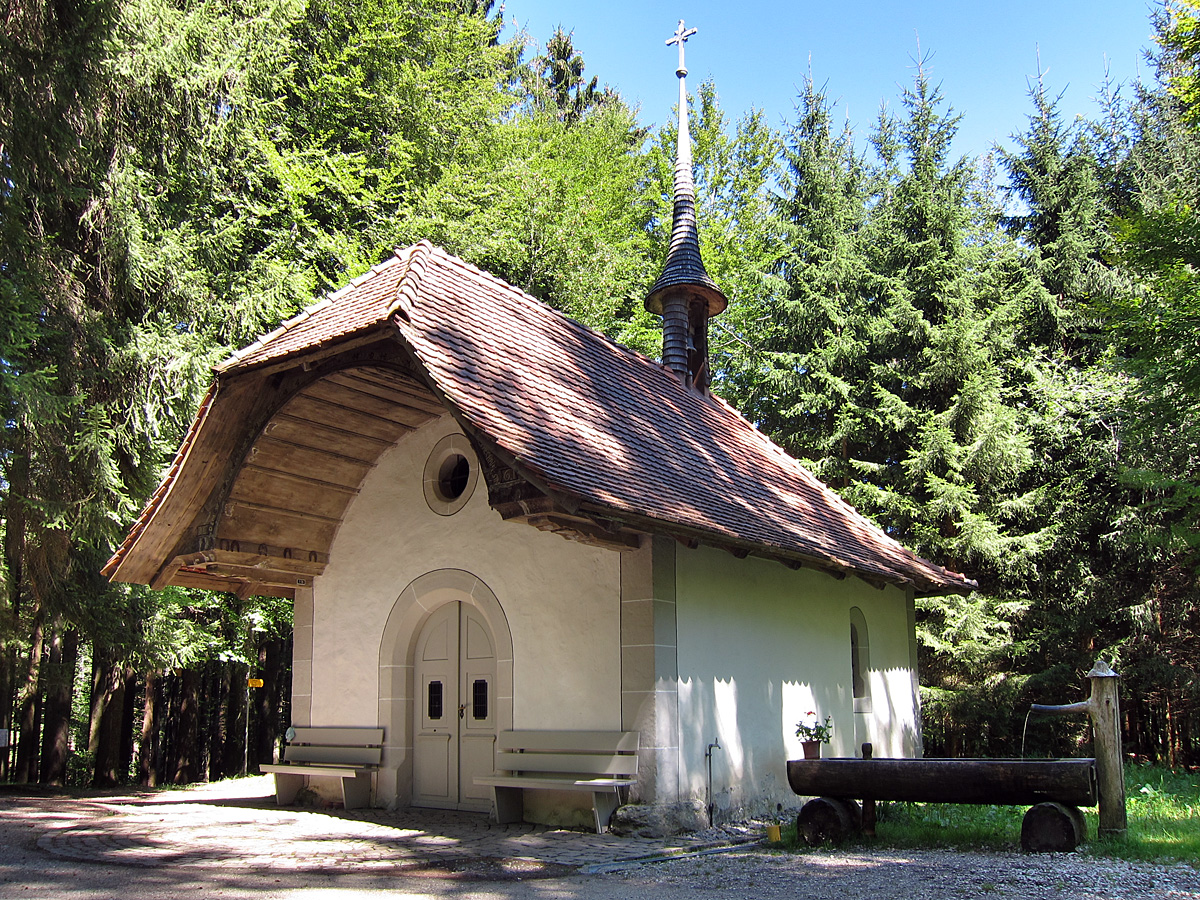
Buechenchaeppeli

La fête de Saint Antoine l’Ermite est un culte observé le dimanche le plus proche du 17 janvier, à la chapelle de Brünisried, dans la paroisse fribourgeoise de Dirlaret (en allemand Rechthalten), en Suisse.

## Déroulement
Saint Antoine est le protecteur des paysans et des animaux domestiques. Lors de sa fête, de nombreux pèlerins viennent à la messe accompagnés de leurs chiens ou leurs chevaux. Le public ne provient pas seulement du canton de Fribourg mais également des régions voisines dans le canton de Berne, qui sont de tradition protestante et de plus en plus également de la partie francophone du canton. 
À la fin de la messe, le prêtre donne la bénédiction aux pèlerins et à leurs animaux. Le pain bénit durant la célébration est distribué. Il se consomme accompagné de Gifferstee (Thé de Chevrilles), un mélange réchauffant composé de thé noir ou de tilleul dans lequel on a ajouté des bâtons de cannelle, de l'anis étoilé, du sucre candi et du vin rouge.

## Histoire
La fête se déroule dans sa forme actuelle depuis une quarantaine d’années. Auparavant, la messe était célébrée le jour même de la fête le 17 janvier.
La chapelle est mentionnée depuis 1586 dans le site d’une forêt de la commune de Brünisried et elle est dédiée à Saint Antoine l’Ermite. La construction actuelle date de 1661 mais on pense[Qui ?] qu’il y a eu un bâtiment antérieur, peut-être même un ermitage. Actuellement, on y a placé une copie de la statue du XVe siècle. Dans les faits, il s’agit d’une représentation de Saint Jacques, transformée en Saint Antoine au XVIIe siècle.

## Remarques
Depuis quelques années, la localité de Saint-Antoine, dont le saint patron est également Saint Antoine l’Ermite, a également repris la tradition de la bénédiction des animaux. De nombreuses autres chapelles du district sont dédiées à Saint Antoine et des statues de ce saint paysan se trouvent encore dans d’autres édifices.